# Сомалийский национальный университет
Национальный университет Сомали (сомал. Jaamacadda Ummadda Soomaaliyeed, араб. الجامعة الوطنية الصومالية‎) — высшее учебное заведение, расположенное в Могадишо, столице Федеративной Республики Сомали.  Территория кампуса расположена в четырех километрах от Международного Аэропорта Могадишо имени Адена Абдуллы Османа Даара. Университет был основан в 1954 году, однако его официальное открытие состоялось лишь в 1969 году. В 1992 году университет был закрыт. Спустя несколько лет после закрытия, университет открылся вновь в августе 2014 года.

## История

### Общие сведения
Национальный Университет Сомали был основан в 1954 году под названием «L'Universita' Nazionale Somala». В 1960 году Подопечная территория Сомали получила статус независимости объединившись с государством Сомалиленд в Республику Сомали. В 1969 году учреждение получило официальный статус университета. Первоначально, в качестве языка преподавания использовался только итальянский язык.

«Национальный Университет Сомали, основанный в Могадишо, появился в 1969 году как часть проекта Министерства иностранных дел Италии для технической поддержки Сомали. Цель заключалась в подготовке выпускников сомалийской национальности, как и в любой части мира, для появления новых руководящих и технических кадров в стране. Первые курсы были по экономике и юриспруденции. В период с 71-го по 73-й годы были организованы другие курсы, в том числе аграрный, медицинский, химический, инженерный и геологический. В 1986 году Министерство образования и культуры Сомали обратилось с официальным запросом в университет Падуи (который уже проводил курсы по химии и геологии) для организации факультета наук, включающего, помимо уже существующих курсов, курсы математики, физики и биологии. Только в 1987 году этот новый факультет начал функционировать»— Jama
В 1983 году девять из двенадцати факультетов использовали итальянский язык в качестве основного языка обучения, но после 1990 года стали использоваться только сомалийский и английский языки.
Основные территории университета расположены примерно в шести километрах от центра города. Здесь, в течение первых тридцати лет истории университета располагался его главный кампус — Jaamacada Gaheyr.
В 1973 году под руководством Верховного революционного совета была расширена образовательная программа университета, появился ряд новых факультетов. По результатам следующего двадцатилетия, Национальный университет Сомали превратился в высшее учебное заведение с 13 кафедрами, 700 сотрудниками и более 15000 студентами.
При революционном правительстве Сомали, Министерством высшего образования и культуры в ряде городов были основаны исследовательские центры с целью развития региональной экономики страны. Эти учебные центры предназначались для научной работы сотрудников министерства сельского хозяйства, министерства животноводства и лесного хозяйства.
В середине 1970-х годов, учебный колледж Университета Лафул — одного из отдельных кампусов Национального Университета Сомали, стал самостоятельным учебным заведением («Преподавательский колледж Лафул»). Язык обучения в новом учреждении был английским.
Из-за значительного повреждения университетского оборудования, сложившихся сложных условий для проведения занятий, а также из-за сложности приобретения книг и других предметов первой необходимости — причин, вызванных гражданской войной, в начале 1990-х годов занятия в университете были приостановлены.

### Язык обучения
Основным языком обучения в Национальном университете Сомали был итальянский. Главный кампус университета находился в Могадишо, жители которого уже были знакомы с итальянским языком.
С 1973 года в качестве вспомогательных языков обучения были введены сомалийский и английский языки. Все программы в колледже Лафул преподавались на английском языке. По всей стране, реализация учебных программ, внедренных Министерством культуры и высшего образования, осуществлялась на сомалийском языке.
Когда администрация Сиада Барре выбрала видоизмененную версию латинского алфавита за авторством сомалийского лингвиста Шире Джамы Ахмеда в качестве официальной орфографии, на территории всей страны стали появляться курсы сомалийского языка. Языком обучения в начальных и средних школах стал сомалийский.

### Перезапуск
14 ноября 2013 года кабинет министров утвердил план федерального правительства вновь открыть Сомалийский национальный университет. Стоимость инициативы по восстановлению составила 55,2 миллионов долларов США. 16 августа 2014 года на заседании совета университета, федеральным правительством был официально открыт Национальный университет. Мероприятие проходило под представительством бывшего президента Сомали Махмуда Хасана Шейха, который возглавил университетский комитет отвечающий за учебную программу, распределение бюджетных средств и факультеты.
18 сентября 2014 года около 480 учащихся сдали вступительные экзамены, которые проходили под руководством председателя Национального университета Сомали доктора Мохамеда Ахмеда Джимале и заместителя министра культуры и высшего образования Мохамеда Ахмеда Кулана. В октябре 2014 года спикер федерального парламента Мохамед Осман Джавари и министр культуры и высшего образования Дуале Адам Мохамед официально открыли первый учебный год в Национальном университете Сомали.

## Кампусы
Национальный Университет Сомали имел четыре главных кампуса:
- Goheyr – расположенный в шести километрах от Могадишо;
- Digfeer – расположенный неподалеку от одноименной больнице в Могадишо;
- Lafoole – учительский колледж;
- Политехнический колледж – расположенный в четырех километрах от Могадишо.

## Факультеты и кафедры
Ранее в Сомалийском национальном университете было 13 подразделений:
- Кафедра шариатского права;
- Кафедра лингвистики (сомалийский, арабский, английский, немецкий, итальянский языки);
- Факультет ветеринарной медицины и животноводства[9];
- Кафедра образования (при колледже Лафуле);
- Кафедра сельского хозяйства;
- Кафедра геологии и горного дела;
- Кафедра медицины (при медицинском колледже);
- Кафедра химической и промышленной инженерии;
- Факультет экономики;
- Юридический факультет;
- Кафедра инженерии;
- Факультет политологии и журналистики;
- Колледж по обучению технических и коммерческих специалистов (ныне переименован в «Политехнический колледж»).

## Известные выпускники
- Хасан Шейх Махмуд — президент Сомали
- Абди Фарах Ширдон — бывший премьер-министр Сомали
- Абдирахман Мохамуд Фароле — бывший президент самопровозглашенного государства Пунтленд
- Абдивели Мохаммед Али — президент государства Пунтленд, бывший премьер-министр Сомали
- Абдивели Шейх Ахмед — бывший премьер-министр Сомали
- Абдуллахи Юсуф Ахмед — бывший президент Сомали, президент Пунтленда и лидер Сомалийского спасительного демократического фронта, а также один из основоположников государства Пунтленд и Сомалийского спасительного демократического фронта
- Абдулкави Ахмед Юсуф — международный юрист и судья Международного Суда
- Али Мохаммед Геди — бывший премьер-министр Сомали
- Али Саид Феки — ученый, ведущий сомалийский специалист в области токсикологии
- Аша Гелле Дири — бывший министр Пунтленда по вопросам развития женщин и делам семьи
- Аша Хаджи Эльми — борец за мир и депутат федерального парламента Сомали
- Аша Джама — сомалийско-канадский активист
- Хава Абди — сомалийская правозащитница и врач
- Хасан Абшир Фарах — бывший премьер-министр Сомали
- Мохаммед Исса Али — командующий ВМС Сомали, заместитель министра портов в Пунтленде
- Мохаммед Осман Джавари — спикер Федерального парламента Сомали
- Нур Хасан Хусейн — бывший премьер-министр Сомали
- Юсуф Гараад Омар — бывший журналист и глава сомалийского отдела BBC
- Хасан Мохамед Али Варири — председатель Апелляционного суда в регионе Бенадир